# Niżnij Taszbukan
Niżnij Taszbukan (ros. Нижний Ташбукан) – wieś (sieło) w Rosji, w Baszkortostanie, w rejonie gafurijskim. W 2010 liczyła 166 mieszkańców.